# Функционално логичко програмирање
Функционално логичко програмирање је комбинација, у једном програмском језику, од парадигми функционалног програмирања (укључујући и програмирања вишег реда) и логике програмирања (не-детерминистички програмирање, уједињење). Овај стил програмирања је пионир у λПролог у 1990. Други, новији програмски језици функционалне логике укључују Карија и Меркура.